# Aeroporto di Legazpi
L'aeroporto di Legazpi (tagallo: Paliparan ng Legazpi) (IATA: LGP, ICAO: RPLP), definito come principale di classe 1 dalle autorità dell'aviazione civile filippina, è un aeroporto filippino situato nella regione di Bicol, nella provincia di Albay, alla periferia della città di Legazpi. La struttura è dotata di una pista di asfalto lunga 2280 m, l'altitudine è di 20 m, l'orientamento della pista è RWY 06-24. L'aeroporto, non essendo dotato di sistema ILS, è aperto dall'alba al tramonto; atterraggi notturni sono possibili solo in caso di emergenza.